# Denghausen
Denghausen ist eine Ortschaft in der Landgemeinde der Stadt Wildeshausen im niedersächsischen Landkreis Oldenburg. 

## Geographie
Die 12 Einwohner zählende Bauerschaft Denghausen liegt etwa 8 km südlich des Wildeshauser Stadtzentrums und wird östlich durch den Fluss Hunte und die Gemeinde Colnrade, südlich durch den Denghauser Mühlenbach und die Goldenstedter Bauerschaft Einen, und im Westen und im Norden durch die Wildeshauser Ortsteile Aldrup resp. Garmhausen begrenzt. Denghausen gehört zu der das Kerngebiet umgebenden sogenannten Landgemeinde Wildeshausen. Es ist durch den 160 ha umfassenden landwirtschaftlichen Betrieb der vormaligen Familie Denghausen, heute Pauley, geprägt.

## Geschichte

### Namensentstehung
Der Ortsname geht auf den uralten Namen der Bauernfamilie Denghausen (Denghusen, Denkhausen, Denghaußen) zurück. Trotz diverser Einheiraten in der Manneslinie blieb der Familienname über Jahrhunderte erhalten, bis er sich 1884 in Pauley änderte. Eine erste urkundliche Erwähnung Denghausens ist bereits auf das Jahr 1333 zu datieren.

## Religion
Obwohl Denghausen zum evangelischen oldenburgischen Kirchspiel der ca. 8 km entfernten Stadt Wildeshausen gehört, fühlten sich die Denghauser seit Jahrhunderten dem nur einen Kilometer entfernten evangelischen diepholzschen Kirchspiel Colnrade zugehörig. Bereits im Jahr 1679 werden sie dort als Spender eines großen wertvollen Kronleuchters und eines Kerzenleuchters genannt. Diese Spenden zählen zu den ältesten bis heute im Besitz der Colnrader Kirche befindlichen Wertgegenstände, da durch Plünderungen im Dreißigjährigen Krieg viel verloren ging.